# Port Kembla
Port Kembla é um subúrbio de Wollongong, 8 km ao sul da CDB e parte da região de Illawarra, em Nova Gales do Sul.
O subúrbio tinha uma população de 5.014 habitantes no censo de 2016.